# Alfa,alfa-trealosio-fosfato sintasi (UDP-formante)
La alfa,alfa-trealosio-fosfato sintasi (genera UDP) è un enzima appartenente alla classe delle transferasi, che catalizza la seguente reazione:
UDP-glucosio + D-glucosio 6-fosfato ⇄ UDP + α,α-trealosio 6-fosfato
Guardare anche la alfa,alfa-trealosio-fosfato sintasi (genera GDP) (numero EC 2.4.1.36).